# Victor Avoyne de Chantereyne
Victor Avoyne de Chantereyne est un homme politique français né le 22 juin 1762 à Cherbourg (Manche) et mort le 29 novembre 1834 à Paris.

## Biographie
Avocat à Paris avant la Révolution, il devient procureur de la commune de Cherbourg en 1789, puis procureur syndic du département de la Manche et président du district de Cherbourg. Substitut du procureur général à Caen, puis premier avocat général sous l'Empire, il est député de la Manche de 1813 à 1815 et de 1817 à 1827. Il siège dans la majorité soutenant les gouvernements, sous l'Empire et la Restauration. Il est président de la cour royale d'Amiens en 1818 puis conseiller à la cour de Cassation en 1820.
Il est enterré au cimetière du Père-Lachaise (35e division).

## Décorations
- Officier de la Légion d'honneur (1815)[2]

## Sources
« Victor Avoyne de Chantereyne », dans Adolphe Robert et Gaston Cougny, Dictionnaire des parlementaires français, Edgar Bourloton, 1889-1891 [détail de l’édition]